# Отдельная рота ранцевых огнемётов
Отдельная рота ранцевых огнемётов (орро) — формирование (воинская часть, отдельная рота) химических войск РККА ВС СССР в Великую Отечественную войну.

## Предыстория
На начало войны в Красной Армии уже сложились взгляды на применение огнемётов. Считалось, что они должны действовать в тесном взаимодействии с пехотой, танками, артиллерией и сапёрами. Огнеметание необходимо было сочетать с ружейно-пулемётным огнём и штыковыми ударами. В стрелковых полках в составе взвода химической защиты уже существовали специальные огнемётные команды, состоявшие из двух отделений каждая, вооруженные огнемётами РОКС-2 (всего 20 штук). В 1941 году применение ранцевых огнемётов было ограниченным из-за недостаточной надёжности, малой дальности и демаскирующих признаков в обороне, да и их использование требовало подготовки и смелости — дальность действия была ограничена 20-30 метрами, на это расстояние нужно было подпустить, например, вражеский танк . Огнемётные команды вскоре были расформированы, а вместо них в ноябре 1941 года были созданы роты, вооружённые ампуломётами и ружейными мортирками для метания по танкам врага латунными ампулами и бутылками с самовоспламеняющейся смесью КС. Но такое оружие имело существенные недостатки и в 1942 году было снято с вооружения, а сами роты расформированы.

## История
Одна из первых рот ранцевых огнемётов была введена в Действующую армию 7 августа 1941 года на Северном фронте, после разделения которого вошла в состав Ленинградского фронта. 9 октября 1941 года выведена из Действующей армии и расформирована.
С внедрением практики штурмовых групп внимание к огнемётам повысилось. В мае и июне 1942 года по указанию Ставки ГКО, были сформированы 11 рот ранцевых огнемётов. В дальнейшем их формирование продолжилось.
Первую боевую проверку роты ранцевых огнемётов получили во время Сталинградской битвы. В этой битве принимали участие 171-я, 172-я и другие отдельные роты ранцевых огнемётов. 171-я и другие роты, действовавшие в составе 62-й армии, были отмечены специальным приказом, в котором отмечалось мужество и отвага бойцов огнемётных рот, а также то, что их действия часто оказывали решающую роль в блокировании и уничтожению ДЗОТов и обеспечивали дальнейшее продвижение пехоте.
Особо важную роль подразделения ранцевых огнемётов имели в штурме крупных городов. Например, в штурме Будапешта участвовала 176-я отдельная рота ранцевых огнеметов. В штурме Кенигсберга участвовали 173-я, 174-я, 176-я, 178-я, 185-я и 186-я отдельные роты ранцевых огнеметов.
В результате летних боев 1942 года часть рот погибли или были расформированы позже — две отдельные роты ранцевых огнеметов 5-й армии и 1-й ударной армии, две отдельные армейские роты ранцевых огнеметов 34-й армии и 68-й армии, 170-я, 171-я, 172-я роты. Часть из них в июне 1943 года пошла на формирование отдельных батальонов ранцевых огнемётов, и на конец 1943 года оставалось всего 19 рот. 141-я Рогачевская, 173-я Верхнеднепровская, 176-я Будапештская, 142-я, 174-я, 175-я, 177-я, 178-я, 179-я, 180-я, 185-я, 186-я, 206-я, 207-я, 193-я — 196-я закончили войну в неизменном виде. Причем 193-я успела повоевать и на Дальнем Востоке. Как видно из наименований, 141-я, 173-я и 176-я получили почётные наименования. 186-я, 177-я, 207-я роты были награждены орденом Красной Звезды, а последняя — орденом Александра Невского. Полное наименование 141-й огнемётной роты в Группе советских оккупационных войск в Германии звучало как: 141-я отдельная Рогачёвская орденов Александра Невского и Красной Звезды огнемётная рота ранцевых огнемётов. Всего орденами были награждены 13 рот ранцевых огнеметов.

## Боевое применение
Из-за высокой маневренности, наиболее типичными задачами рот ранцевых огнемётов в наступлении были усиление штурмовых групп и отрядов при блокировке и подавлении ДОТов и ДЗОТов, уничтожение гарнизонов противника отдельных оборонительных сооружений, выжигание пехоты противника в окопах, блиндажах и ходах сообщений при прорыве сильно укрепленной обороны противника, усиление стрелковых частей при закреплении ранее занятых рубежей, а также усиление разведгрупп. При штурме населенных пунктов роты использовались для поджога обороняемых противником зданий. Огнемётчики действовали совместно со стрелковыми подразделениями и саперами во время атаки и при закреплении занятых рубежей. В условиях городского боя они оказались незаменимыми. Прикрываясь дымовыми завесами, артиллерийским огнём и танками, огнемётчики проникали через проломы в стенах домов, обходили опорные пункты с тыла или фланга и обрушивали огонь на врага, засевшего в зданиях, среди развалин, траншеях и ДЗОТах. В завершение огневые точки забрасывались гранатами, среди солдат противника возникала паника, и опорный пункт захватить не представляло труда.
Отдельные роты ранцевых огнемётов должны были использоваться децентрализованно в направлении главных ударов. Как правило, они придавались стрелковым дивизиям и бригадам, затем распределялись между частями и подразделениями. Таким образом, полкам и батальонам могли придаваться отдельные взводы. В своем резерве командир дивизии оставлял не более трети роты. Отдельные огнемётчики или группы огнемётчиков включались в состав стрелков.
В оборонительных боях огнемётчики располагались на флангах, в подготовленных траншеях, занимая их по окончании артподготовки противника. Выполняли задачи отражения атак пехоты и танков, усиливали ДОТы и ДЗОТы.
Боевое применение роты в полном составе считалось возможным, как исключение, на участках особо упорной обороны в тесном взаимодействии со стрелковыми подразделениями.

## Штат
Рота состояла из трёх огнемётных взводов четырёхотделенного состава. В каждом отделении было по 10 ранцевых огнемётов РОКС. Общее количество огнемётов — 120 штук, личного состава — 183 человека.

## Некоторые формирования

### 175-я отдельная рота ранцевых огнемётов
175-я рота была сформирована в Подмосковье летом 1942 года. По рассказу одного из ветеранов Великой Отечественной войны, служившего в роте, в конце лета 1942 года рота прибыла в осажденный Ленинград и размещена сначала на улице Лиговской, затем из-за разрушения дома после немецкой бомбардировки переведена на Международный проспект. Несли патрульную службу, строили ДОТы для огнемётов на случай, если вражеские танки прорвутся в город, разбирали деревянные дома на дрова для госпиталей, подбирали обессиленных от голода и мертвых ленинградцев. Рота участвовала в операции «Искра» и Синявинско-Мгинской операции. Была в составе 67-й, 55-й, 2-й ударной и 8-й армий Ленинградского фронта. Командирами были старший лейтенант Эггерт Всеволод Борисович (с февраля 1943 года по февраль 1944 года), а после него старший лейтенант Харитонов Николай Алексеевич. Несмотря на свое название, на январь-февраль 1943 года, рота организационно состояла из двух взводов ранцевых огнеметов и взвода фугасных огнеметов. По штату насчитывала 163 человека. На вооружении были огнемёты РОКС и ФОГ. Из стрелкового вооружения — винтовки (в том числе СВТ) и ППШ. Также имелся автотранспорт. 23 февраля 1945 года вернулась в состав Московского военного округа, выйдя из состава Действующей армии, закончив войну в неизменном виде.

## Документы
- Перечень № 35 химических частей и подразделений (отдельных батальонов и рот) со сроками вхождения их в состав Действующей армии в годы Великой Отечественной войны 1941-1945 гг.: Приложение к директиве Генерального штаба от 29 ноября 1962 г. № 203745.. — М., 1962.